# NGC 1040
NGC 1040 este o galaxie lenticulară situată în constelația Perseu. A fost descoperită în 9 decembrie 1871 de către Édouard Stephan⁠(d). Se află la o distanță de 65,29 de megaparseci de Pământ.